# Anisolabis maritima
Anisolabis maritima är en tvestjärtart som först beskrevs av Franco Andrea Bonelli 1832.  Anisolabis maritima ingår i släktet Anisolabis och familjen Carcinophoridae. Inga underarter finns listade i Catalogue of Life.